# Carl Otto Harz
Carl Otto Harz (* 28. November 1842 in Gammertingen; † 5. Dezember 1906 in München) war ein deutscher Botaniker. Sein offizielles botanisches Autorenkürzel lautet „Harz“.

## Leben und Wirken
Er studierte in Berlin Naturwissenschaften, promovierte 1868 an der Universität Rostock zum Dr. phil. und habilitierte sich 1873 an der Technischen Hochschule München. Seit 1874 lehrte er an der Königlichen Central-Tierarzneischule, ab 1890 der Königlichen Tierärztlichen Hochschule in München die Fächer Physik, Botanik und Zoologie. 1880 wurde er zum Professor ernannt. Einer seiner Forschungsschwerpunkte lag auf dem Gebiet des Saatgutwesens.

## Hauptwerk
- Landwirthschaftliche Samenkunde. Handbuch für Botaniker, Landwirthe, Gärtner, Drogisten, Hygieniker. 2 Bde. Verlag von Paul Parey Berlin 1885.

## Ehrungen
Nach ihm benannt sind die Pilzgattungen Harzia Costantin und Harziella Kuntze.